# Colin McRae: DiRT
Colin McRae: DiRT is een computerspel gemaakt door Codemasters en is het vervolg op Colin McRae Rally 2005. Colin McRae: DiRT is uit op Xbox 360, de PlayStation 3 en de pc. Het spel is gebaseerd op echte internationale rally competities met officiële wagens en locaties rond de hele wereld. Het spel bevat meer dan 45 wagens, meer dan 100 verschillende stijlen en 9 verschillende offroad competities.
Het spel is vernoemd naar Colin McRae, een bekend rallycoureur. Het werd in Europa op 15 juni 2007 uitgebracht voor de pc en Xbox 360 en op 14 september 2007 voor de PlayStation 3.

## Disciplines
Er zijn 6 verschillende disciplines in Colin McRae: DiRT.
- Rally: Rallystage van A naar B met verschillende rallywagens (o.a. Subaru Impreza, Mitsubishi Lancer Evolution, Citroën C4).
- Rallycross: Races op circuits met voor de ene helft zand/gravel en de andere helft asfalt. Deze klasse kan worden gereden met rallywagens, crossbuggy's, Dakar wagens en speciale rallycrosswagens.
- In Rally Raid race je met Dakar auto's en vrachtwagens over woestijnachtig circuit.
- Hill Climb is bijna hetzelfde als Rally maar hier rijd je een berg op en dan zonder aanwijzingen. Wagens hiervoor zijn, onder andere, rallywagens en trucks.
- Crossover: 1 tegen 1 op een zogenaamd cross-over-circuit waarbij het circuit elkaar minimaal 1 keer kruist. Cross-over wordt alleen met rallywagens gereden.
- CORR (Championship Off-Road Racing) is een Amerikaanse crossklasse met pick-uptrucks.

## Ontvangst
| Beoordeeld door    | Jaar | Platform      | Score |
| ------------------ | ---- | ------------- | ----- |
| EL33TONLINE        | 2008 | Xbox 360      | 100%  |
| Cheat Code Central | 2007 | Xbox 360      | 94%   |
| Kombo.com          | 2007 | Xbox 360      | 85%   |
| PC Powerplay       | 2007 | Windows       | 84%   |
| Game Shark         | 2007 | PlayStation 3 | 83%   |
| 4Players.de        | 2007 | Windows       | 81%   |
| Worth Playing      | 2007 | Xbox 360      | 80%   |
| videogamer.com     | 2004 | PlayStation 3 | 80%   |
| Play.tm            | 2007 | PlayStation 3 | 79%   |
| YouGamers          | 2007 | Windows       | 70%   |

## Trivia
- Het spel is opgenomen in het boek 1001 Video Games You Must Play Before You Die van Tony Mott.